# 이승훈 (스피드스케이팅 선수)
이승훈(李承勳, 1988년 3월 6일~)은 대한민국의 스피드스케이팅 선수이다. 본래 쇼트트랙 선수였으나, 2009년에 롱 트랙으로 돌아온 후 스피드스케이팅 장거리 부문에 도전하여 국가대표로 선발되었다. 올림픽에서 메달 6개를 획득하여 역대 대한민국 동계 올림픽 메달리스트 중 가장 많은 올림픽 메달을 획득했다.

## 경력
어릴 때부터 롱 트랙 스피드스케이팅을 했으나, 쇼트트랙으로 바꾸었다. 쇼트트랙 명문인 신목고등학교 재학 중 유망주로 꼽혔고, 한국체육대학교에 입학하였다. 2007년 4월, 쇼트트랙 국가대표로 선발되어 2007년~2008년 시즌 각종 국제 대회에 활발히 참가하여, 2008년 3월 세계 선수권 대회 3000m 슈퍼 파이널에서 금메달을 따는 등 좋은 성적을 올렸다. 그러나 2008년 4월 국가대표 선발전에서 탈락했다. 2008년~2009년 시즌에는 동계 유니버시아드 대표로 선발되어 2009년 중국 하얼빈에서 열린 동계 유니버시아드 대회에 참가, 3관왕에 올랐다. 2009년 4월, 쇼트트랙 국가대표 선발전에 다시 참가했으나 다시 탈락하여, 쇼트트랙으로는 2010년 동계 올림픽에 참가할 수 없게 되었다.
쇼트트랙 대표 선발전에서 탈락한 이승훈은 잠시 방황했으나 본업이었던 롱 트랙 스피드스케이팅으로 돌아왔다. 선수층이 상대적으로 얇은 장거리를 공략하여 2009년 10월 국가대표 선발전에서 장거리 대표로 뽑혔다. 이어 11월 9일, 독일 베를린에서 열린 월드컵 1차 대회에 스피드스케이팅으로 처음 국제 대회에 출전, 5000m에서 6분 29초99를 기록하며 디비전 B에서 4위에 올라 단번에 디비전 A로 승격되었다. 11월 15일, 네덜란드 헤이렌베인에서 열린 월드컵 2차 대회 5000m에서 6분 25초 03으로 대한민국 신기록을 경신하였다. 12월 6일, 캐나다 캘거리에서 열린 월드컵 4차 대회에서 6분 16초75로 다시 대한민국 신기록을 세우며 아시아 선수로는 드물게 장거리인 5000m에서 5위에 올랐으며, 12월 13일, 미국 솔트레이크시티에서 열린 월드컵 5차 대회에서 6분 14초 67로 또다시 한국 신기록을 세웠다. 5차까지의 월드컵 5000m/10000m 합산 순위에서 상위권인 9위를 기록하던 이승훈은 2010년 동계 올림픽 참가 자격을 얻었다.그해  금메달,  2018년 장거리  매스스타트 금메달의  신화적 선수다 2010년 1월 10일, 일본 오비히로에서 열린 세계 스피드스케이팅 종합 선수권 대회 아시아 지역 예선 겸 아시아 선수권 대회 10,000m에서 13분 21초 04로 한국 신기록을 세웠다.
2010년 2월 14일, 캐나다 밴쿠버에서 열린 동계 올림픽 5000ｍ에서 6분 16초95의 기록으로 네덜란드의 스벤 크라머르에 이어 2위를 하여 은메달을 획득하였다. 2월 23일에 열렸던 10,000m에서는 12분 58초 55로 대한민국 신기록 및 올림픽 신기록을 세우며 금메달을 획득하였다. 이 경기에서는 세계 신기록 보유자인 네덜란드의 스벤 크라머르가 코스 이탈 실수를 저질러 눈길을 끌었다.이는 아시아 스피드스케이팅 역사에 일어난 최초의 일이다.
2010년 동계 올림픽에서 함께 금메달을 딴 모태범, 이상화와는 한국체육대학교에 2007년에 입학한 동기다.
2011년 아스타나.알마티 동계 아시안게임에서는 5000m,10000m,매스스타트 금메달을 따내며 3관왕에 올랐다.
2014년 소치 동계 올림픽에서 주형준, 김철민 팀추월 은메달을 따내며 병역 브로커 역할을 시작했다.
2017년 삿포로 동계 아시안게임에서 5000m,10000m,팀추월,매스스타트 금메달로 4관왕에 오르며 역대 모든 종목 한국 선수를 통틀어 최초의 4관왕 선수가 되었다.
2018년 평창 올림픽에서는 매스스타트 금메달과 팀추월에서 정재원,김민석과 함께 은메달을 따냈다. 이로써 이승훈은 올림픽 금메달2개 , 은메달 3개 (총5개)로 아시아 스피드스케이팅 선수 중 최다 올림픽 메달을 따낸 선수가 되었으며 대한민국 동계 올림픽 선수 중 최다 메달 선수가 되며 명실상부 레전드 선수로 입지를 굳혔다. 또한 매스스타트 올림픽 초대 챔피언이라는 기록도 남겼다. 뿐만 아니라 10000m에서 본인이 2011년에 새웠던 최고기록을 갱신하며 4위에 올라 국민들에게 감동의 레이스를 선물했다. (3위와 1초차이)
평창 올림픽이 끝난 지금 이승훈은 2022년 베이징 동계 올림픽에 도전하겠다는 의사를 밝힌 상태이다.
하지만, 5월 23일에 후배를 폭행했다는 의혹을 받았고 결국 7월 9일 사실로 밝혀지며 1년간 국내대회 출전정지 징계를 받았다.
2022년 2월, 베이징 올림픽에 출전해 매스스타트에서 동메달을 획득했다. 이로써 역대 대한민국 동계올림픽 선수 중 최다 메달 획득 단독 1위, 동/하계 포함 공동 1위의 자리를 굳혔다. (또다른 최다 메달 획득자는 사격의 진종오 선수, 그리고 양궁의 김수녕 선수이다.) 또한 아시아 스피드스케이팅 선수 중 다카기 미호에 이어 두 번째로 가장 많은 메달을 획득한 선수가 되었다. 아시아 남자부 중에서는 가장 많은 메달을 획득한 선수이다. 

## 출신 학교
- 리라초등학교
- 신목중학교
- 신목고등학교
- 한국체육대학교

## 예능
- 2018년 3월 14일 MBC 《황금어장 라디오스타》

## 개인 최고 기록
| 종목  | 기록        | 날짜         | 대회                          | 장소                       | 기타     |
| ----- | ----------- | ------------ | ----------------------------- | -------------------------- | -------- |
| 5000m | 6분 07초 04 | 2013. 11. 10 | 2013–14 스피드스케이팅 월드컵 | 캐나다 캘거리(올림픽 오벌) | 3위 (NR) |

## 스피드스케이팅 기록
| 날짜       | 종목      | 기록     | 순위 | 대회명                                                                        | 장소           | 기타                                     |
| ---------- | --------- | -------- | ---- | ----------------------------------------------------------------------------- | -------------- | ---------------------------------------- |
| 2009.10.21 | 5000m     | 6:48:00  | 1위  | 2009-2010 월드컵 파견선수 선발전 겸 제44회 전국 남녀 종목별 빙상선수권대회    | 서울           | 대회 신기록(종전 2006년 최근원, 6:49:78) |
| 2009.11.9  | 5000m     | 6:29:99  | 4위  | 2009-2010 국제빙상경기연맹(ISU) 월드컵 1차대회 디비전 B                       | 베를린         | 디비전 A로 승격                          |
| 2009.11.15 | 5000m     | 6:25:03  | 8위  | 2009-2010 국제빙상경기연맹(ISU) 월드컵 2차대회 디비전 A                       | 헤이렌베인     | 한국 신기록 (종전 2005년 여상엽 6:28:49) |
| 2009.12.6  | 5000m     | 6:16:75  | 5위  | 2009-2010 국제빙상경기연맹(ISU) 월드컵 4차대회 디비전 A                       | 캘거리         | 한국 신기록 (*)                          |
| 2009.12.13 | 5000m     | 6:14:67  | 7위  | 2009-2010 국제빙상경기연맹(ISU) 월드컵 5차대회 디비전 A                       | 솔트레이크시티 | 한국 신기록 (*)                          |
| 2009.12.24 | 1500m     | 1:52:21  | 1위  | 제64회 전국남녀 종합 빙상선수권대회                                           | 서울           |                                          |
| 2009.12.24 | 10000m    | 14:01:64 | 1위  | 제64회 전국남녀 종합 빙상선수권대회                                           | 서울           |                                          |
| 2010.1.10  | 10000m    | 13:21:04 | 1위  | 2010 국제빙상경기연맹(ISU) 세계종합선수권대회 아시아 예선 겸 아시아선수권대회 | 오비히로       | 한국 신기록(종전 2007년 김명석 13:44:18) |
| 2010.2.13  | 5000m     | 6:16:95  | 2위  | 2010년 동계 올림픽                                                            | 밴쿠버         |                                          |
| 2010.2.23  | 10000m    | 12:58:55 | 1위  | 2010년 동계 올림픽                                                            | 밴쿠버         | 올림픽 및 한국 신기록                    |
| 2010.11.14 | 1500m     | 1:49.46  | 4위  | 2010-2011 국제빙상경기연맹(ISU) 월드컵 1차대회 디비전 B                       | 헤이렌베인     |                                          |
| 2011.1.31  | 5000m     | 6:25:55  | 1위  | 2011년 아스타나/알마티 동계 아시안게임                                        | 아스타나       | 아시아 기록                              |
| 2011.2.2   | 집단 출발 | 20:18:09 | 1위  | 2011년 아스타나/알마티 동계 아시안게임                                        | 아스타나       | 아시아 기록                              |
| 2011.2.5   | 10000m    | 13:09:74 | 1위  | 2011년 아스타나/알마티 동계 아시안게임                                        | 아스타나       | 아시아 기록                              |
| 2011.2.6   | 팀추월    | 3:49.21  | 2위  | 2011년 아스타나/알마티 동계 아시안게임                                        | 아스타나       |                                          |
| 2011.2.19  | 10000m    | 12:57.27 | 2위  | 2010-2011 국제빙상경기연맹(ISU) 월드컵 7차대회 디비전 A                       | 솔트레이크시티 |                                          |
| 2011.3.12  | 5000m     | 6:17.45  | 2위  | 2011 ISU 세계 스피드스케이팅 선수권 대회                                      | 인첼           |                                          |
| 2011.3.12  | 10000m    | 13:08.83 | 4위  | 2011 ISU 세계 스피드스케이팅 선수권 대회                                      | 인첼           |                                          |